# Yang Hee-jong
Dans ce nom coréen, le nom de famille, Yang, précède le nom personnel.
Yang Hee-Jong (en coréen 양희종), né le 11 mai 1984, est un joueur sud-coréen de basket-ball. Il évolue au poste d'ailier. 

## Palmarès
- Vainqueur des Jeux de l'Asie de l'Est 2009
- Finaliste des Jeux asiatiques de 2010
- Vainqueur des Jeux asiatiques de 2014